# Sitalcas
Sitalcas là một chi nhện trong họ Linyphiidae.